# Tour du Pérou
Le Tour du Pérou (en espagnol : Vuelta al Perú) est une course cycliste par étapes disputée au Pérou. Créée en 2005, cette épreuve est organisée par la Fédération péruvienne de cyclisme.

## Palmarès
| Année | Vainqueur      | Deuxième          | Troisième       |
| ----- | -------------- | ----------------- | --------------- |
| 2005  | Gustavo Ríos   | Jorge Bustamante  | José Valverde   |
| 2007  | Jorge Giacinti | Andrei Sartassov  | Marco Arriagada |
| 2015  | César Gárate   | Alonso Gamero     | Hugo Ruiz       |
| 2016  | André Gonzales |                   |                 |
| 2017  | Alain Quispe   | Alonso Gamero     | Renato Tapia    |
| 2018  | Javier Arando  | Jhon Fredy Lozada | Alejandro Muñoz |
| 2019  | Royner Navarro | Hugo Ruiz         | Andy Limaylla   |

### Victoires par pays
| País      | Victorias |
| --------- | --------- |
| Pérou     | 5         |
| Argentine | 1         |
| Bolivie   | 1         |